# オーストラリアのスポーツ

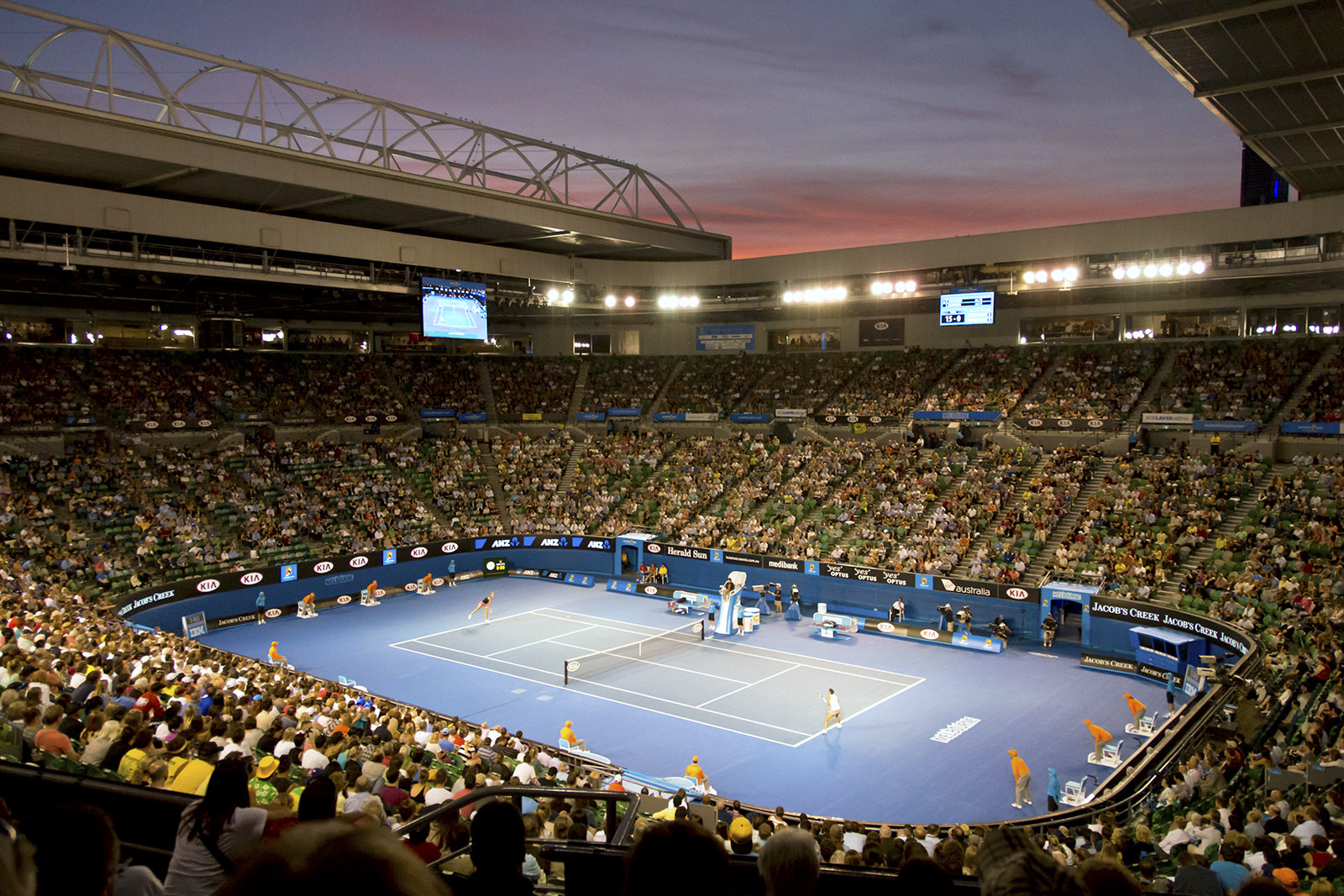
全豪オープンが行われるメルボルンのロッド・レーバー・アリーナ。様々な国際大会が執り行われるメルボルンは「世界のスポーツの首都」とも呼称される。

オーストラリアのスポーツでは、オーストラリアにおけるスポーツ事情について記述する。

## 歴史

### 黎明期のスポーツ

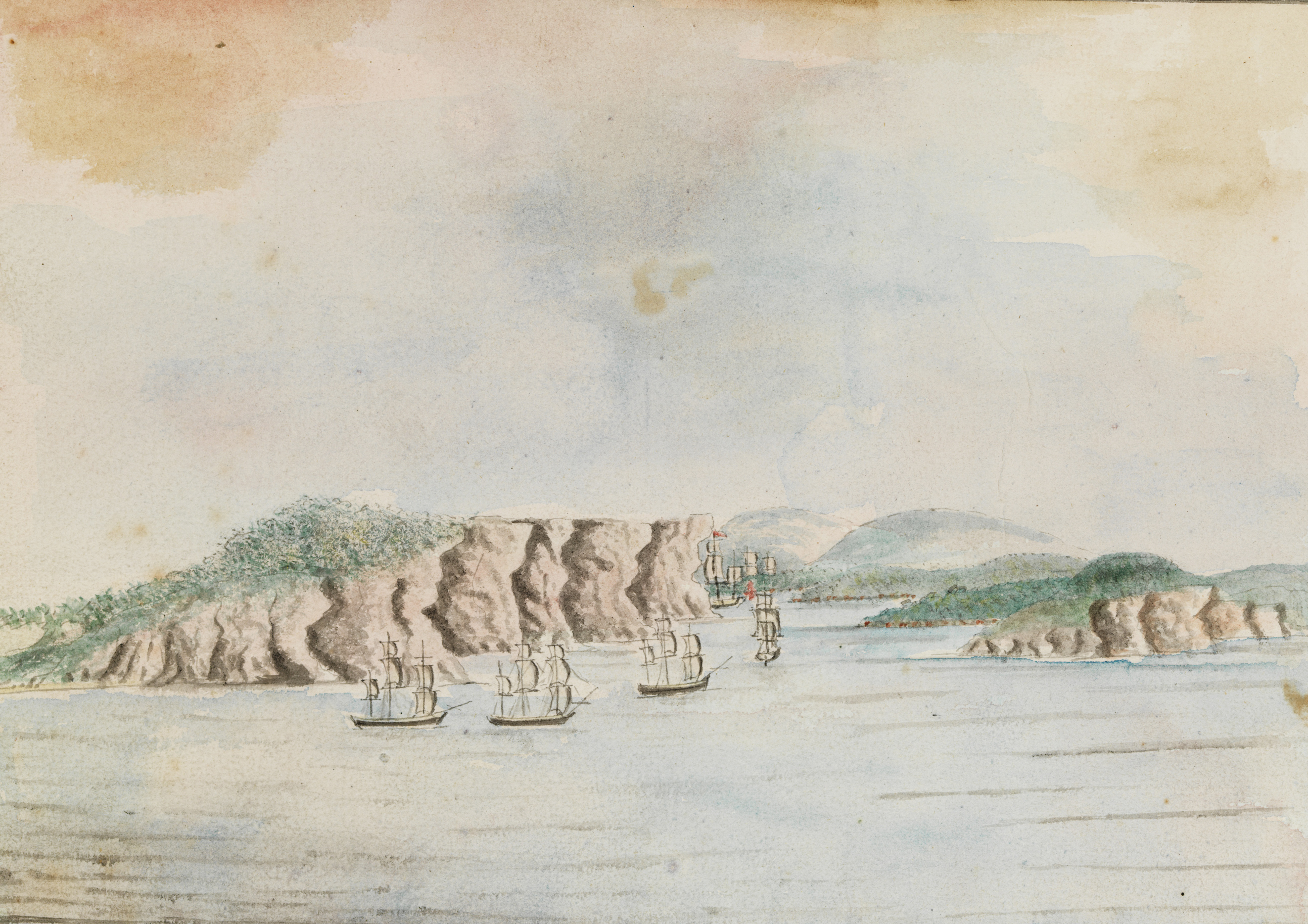
ファースト・フリートでポート・ジャクソン湾に到着する最初の入植者たち。

オーストラリアのスポーツは、1788年にファースト・フリートで最初の入植者がやってきた時から始まったとされている。それまでアボリジナルを始めとするオーストラリア先住民によって行われてきたゲームや競技で、近代スポーツに残るものとしてブーメラン投げなどがあるが、今日行われているスポーツの大部分は19世紀にイギリスから輸入された。入植者たちの単純なレクリエーションとして行われていたスポーツは次第に組織化し、洗練されていき、1830年から1850年ごろにはイギリス帝国の他の地域で競技として行われるまでになった。競技スポーツとしては1803年に軍隊の中で非公式なクリケットの試合が行われたという記録が最も古い。その他、1810年に競馬、1827年にレガッタ、1830年代初頭にフットボールが行われたことが明らかになっている。1838年には入植50周年を記念した捕鯨船によるレガッタが実施された。同年、オーストラリア初のスポーツクラブとしてメルボルン・クリケット・クラブが設立された。この時代にはその他ボクシングやレスリング、陸上競技なども実施されていたが、施設や用具も不揃いで簡略化したルールで行われていたようである。ビクトリア州で実施されていたフットボールはビクトリアン・ルール（後のオーストラリアンフットボール）として定着し、専用の競技場としてメルボルン・クリケット・グラウンドが1853年に建設され、1859年にはそのルールが成文化された。1868年にアボリジナルのクリケットチームが初の海外遠征を実施し、イングランドでの実践を経験した。サッカーはこれまでに取り上げた競技と比べて少し遅い1870年代に行われるようになり、ワンダラーズと名付けられたオーストラリア最初のサッカークラブは、1880年のシドニーで結成された。1895年にはオリンピック委員会が設立され、IOCの承認を受けたオーストラリアは、1896年アテネオリンピックに初出場を果たした。1908年ロンドンオリンピックと1912年ストックホルムオリンピックのみオーストララシアとしてニュージーランドと合同で選手団を結成して出場し競技を行った。1956年にメルボルンオリンピックが開催され、オーストラリア初の主催とともに、南半球初の開催となった。また、2000年にはシドニーオリンピックが開催され、南半球で2度目のオリンピックとなった。また、2032年にはブリスベンオリンピックが予定されている。

### 政治機関の関与
オーストラリアは、オリンピックやコモンウェルスゲームズなどを代表する国際大会への参加は比較的早くから行われていたが、オーストラリア政府がスポーツに対して積極的な関心を寄せるようになるのは1970年代に入ってからのことである。1972年、ゴフ・ホイットラムが首相となり、ホイットラム政権が誕生すると観光・レクリエーション省が設置され、スポーツ政策を実施した。観光・レクリエーション省は諸外国の調査を行い、オーストラリアのスポーツを発展させるために国の財政支援の必要性を提言した。こうした流れは1981年のオーストラリア国立スポーツ研究所(AIS)設立、1985年のオーストラリア・スポーツコミッション(ASC)設立へと繋がっていった。さらに2008年5月、政府より「オーストラリアスポーツ：新たな挑戦・方向性」と題するオーストラリアのスポーツを推進するための提言書が発表され、調査委員会が設置された。調査委員会は翌年『オーストラリアスポーツの未来』と題する報告書を提出し、現行のオーストラリアのスポーツが抱える課題と改革の必要性を指摘した。

## 組織

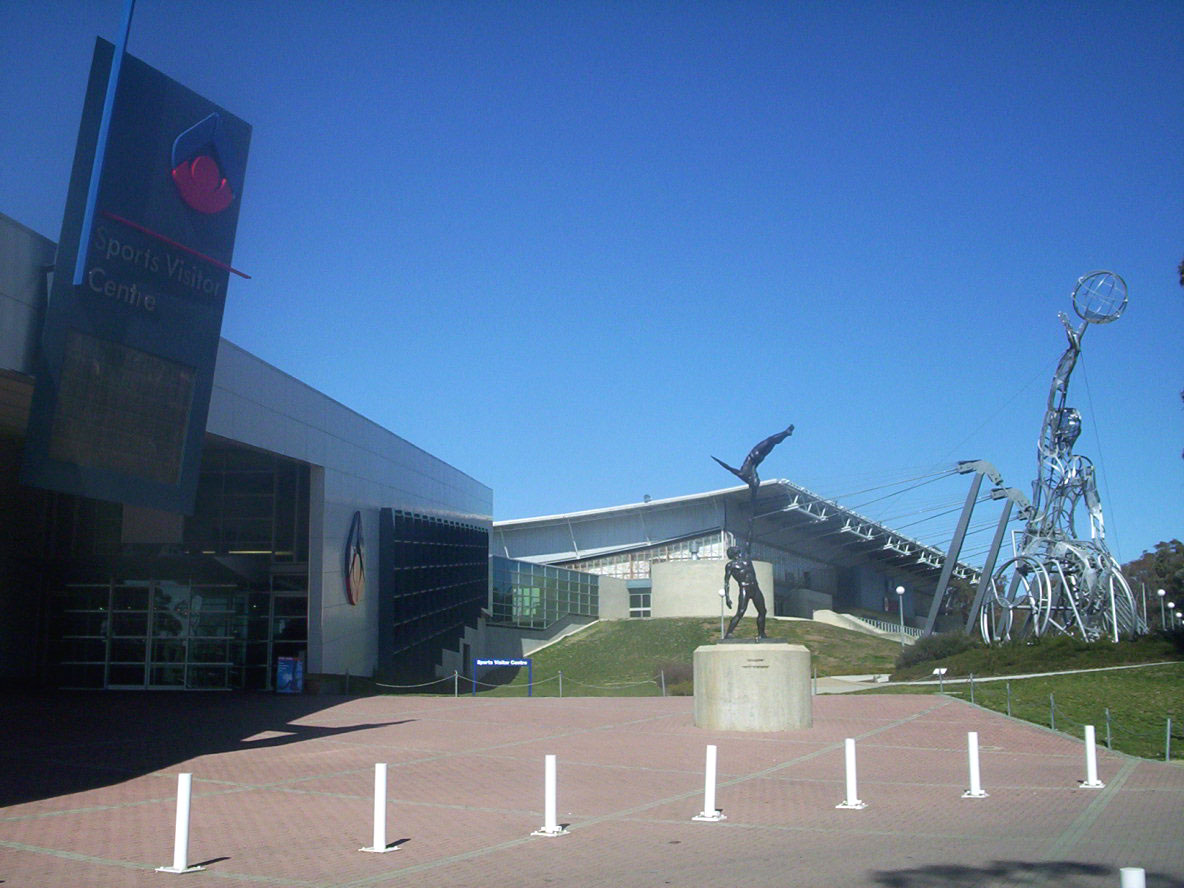
1981年に創設されたオーストラリア国立スポーツ研究所。

オーストラリアは憲法の中で中央省庁の設置について定められておらず、政権交代や内閣改造が行われると、省庁の名前や所管が頻繁に変わるという特色を持っている。このため、スポーツ行政を担当する主管省庁について、1972年設立当初は観光・レクリエーション省という省庁だったが、1975年に環境・住宅・地域開発省、1979年に内務省といった形で移り変わっていった。こうした背景から、1985年にASCが設立され、1989年にAISを吸収し、責任監督を首相および内閣府が実施することでスポーツ行政の一本化を図っている。

### 組織図
|                                   |                                   |                                   |                                   | 主管省庁(変動あり)                | 主管省庁(変動あり)                | 主管省庁(変動あり) | 主管省庁(変動あり) | 主管省庁(変動あり) | 主管省庁(変動あり) |  |  | 首相・内閣府                               | 首相・内閣府                               | 首相・内閣府                               | 首相・内閣府                               | 首相・内閣府                               | 首相・内閣府                               |  |  | 教育省                                        | 教育省                                        | 教育省                                        | 教育省                                        | 教育省                                        | 教育省                                        |  |  |  |  |  |  |  |  |  |  |  |  |  |  |  |  |
|                                   |                                   |                                   |                                   | 主管省庁(変動あり)                | 主管省庁(変動あり)                | 主管省庁(変動あり) | 主管省庁(変動あり) | 主管省庁(変動あり) | 主管省庁(変動あり) |  |  | 首相・内閣府                               | 首相・内閣府                               | 首相・内閣府                               | 首相・内閣府                               | 首相・内閣府                               | 首相・内閣府                               |  |  | 教育省                                        | 教育省                                        | 教育省                                        | 教育省                                        | 教育省                                        | 教育省                                        |  |  |  |  |  |  |  |  |  |  |  |  |  |  |  |  |
|                                   |                                   |                                   |                                   |                                   |                                   |                    |                    |                    |                    |  |  |                                            |                                            |                                            |                                            |                                            |                                            |  |  |                                               |                                               |                                               |                                               |                                               |                                               |  |  |  |  |  |  |  |  |  |  |  |  |  |  |  |  |
|                                   |                                   |                                   |                                   |                                   |                                   |                    |                    |                    |                    |  |  |                                            |                                            |                                            |                                            |                                            |                                            |  |  |                                               |                                               |                                               |                                               |                                               |                                               |  |  |  |  |  |  |  |  |  |  |  |  |  |  |  |  |
| オーストラリア オリンピック委員会 | オーストラリア オリンピック委員会 | オーストラリア オリンピック委員会 | オーストラリア オリンピック委員会 | オーストラリア オリンピック委員会 | オーストラリア オリンピック委員会 |                    |                    |                    |                    |  |  | オーストラリア・スポーツコミッション (ASC) | オーストラリア・スポーツコミッション (ASC) | オーストラリア・スポーツコミッション (ASC) | オーストラリア・スポーツコミッション (ASC) | オーストラリア・スポーツコミッション (ASC) | オーストラリア・スポーツコミッション (ASC) |  |  | 州・特別地域政府 スポーツ担当局・教育担当局   | 州・特別地域政府 スポーツ担当局・教育担当局   | 州・特別地域政府 スポーツ担当局・教育担当局   | 州・特別地域政府 スポーツ担当局・教育担当局   | 州・特別地域政府 スポーツ担当局・教育担当局   | 州・特別地域政府 スポーツ担当局・教育担当局   |  |  |  |  |  |  |  |  |  |  |  |  |  |  |  |  |
| オーストラリア オリンピック委員会 | オーストラリア オリンピック委員会 | オーストラリア オリンピック委員会 | オーストラリア オリンピック委員会 | オーストラリア オリンピック委員会 | オーストラリア オリンピック委員会 |                    |                    |                    |                    |  |  | オーストラリア・スポーツコミッション (ASC) | オーストラリア・スポーツコミッション (ASC) | オーストラリア・スポーツコミッション (ASC) | オーストラリア・スポーツコミッション (ASC) | オーストラリア・スポーツコミッション (ASC) | オーストラリア・スポーツコミッション (ASC) |  |  | 州・特別地域政府 スポーツ担当局・教育担当局   | 州・特別地域政府 スポーツ担当局・教育担当局   | 州・特別地域政府 スポーツ担当局・教育担当局   | 州・特別地域政府 スポーツ担当局・教育担当局   | 州・特別地域政府 スポーツ担当局・教育担当局   | 州・特別地域政府 スポーツ担当局・教育担当局   |  |  |  |  |  |  |  |  |  |  |  |  |  |  |  |  |
|                                   |                                   |                                   |                                   |                                   |                                   |                    |                    |                    |                    |  |  | オーストラリア国立スポーツ研究所 (AIS)     |                                            |                                            |                                            |                                            |                                            |  |  |                                               |                                               |                                               |                                               |                                               |                                               |  |  |  |  |  |  |  |  |  |  |  |  |  |  |  |  |
|                                   |                                   |                                   |                                   |                                   |                                   |                    |                    |                    |                    |  |  |                                            |                                            |                                            |                                            |                                            |                                            |  |  |                                               |                                               |                                               |                                               |                                               |                                               |  |  |  |  |  |  |  |  |  |  |  |  |  |  |  |  |
|                                   |                                   |                                   |                                   |                                   |                                   |                    |                    |                    |                    |  |  |                                            |                                            |                                            |                                            |                                            |                                            |  |  |                                               |                                               |                                               |                                               |                                               |                                               |  |  |  |  |  |  |  |  |  |  |  |  |  |  |  |  |
|                                   |                                   |                                   |                                   |                                   |                                   |                    |                    |                    |                    |  |  |                                            |                                            |                                            |                                            |                                            |                                            |  |  |                                               |                                               |                                               |                                               |                                               |                                               |  |  |  |  |  |  |  |  |  |  |  |  |  |  |  |  |
|                                   |                                   |                                   |                                   |                                   |                                   |                    |                    |                    |                    |  |  | 国内統括団体                               |                                            |                                            |                                            |                                            |                                            |  |  |                                               |                                               |                                               |                                               |                                               |                                               |  |  |  |  |  |  |  |  |  |  |  |  |  |  |  |  |
|                                   |                                   |                                   |                                   |                                   |                                   |                    |                    |                    |                    |  |  |                                            |                                            |                                            |                                            |                                            |                                            |  |  |                                               |                                               |                                               |                                               |                                               |                                               |  |  |  |  |  |  |  |  |  |  |  |  |  |  |  |  |
|                                   |                                   |                                   |                                   |                                   |                                   |                    |                    |                    |                    |  |  |                                            |                                            |                                            |                                            |                                            |                                            |  |  |                                               |                                               |                                               |                                               |                                               |                                               |  |  |  |  |  |  |  |  |  |  |  |  |  |  |  |  |
| 州・地域 オリンピック評議会       | 州・地域 オリンピック評議会       | 州・地域 オリンピック評議会       | 州・地域 オリンピック評議会       | 州・地域 オリンピック評議会       | 州・地域 オリンピック評議会       |                    |                    |                    |                    |  |  | 州の統括団体                               | 州の統括団体                               | 州の統括団体                               | 州の統括団体                               | 州の統括団体                               | 州の統括団体                               |  |  | 州・特別地域 スポーツ研究センター・アカデミー | 州・特別地域 スポーツ研究センター・アカデミー | 州・特別地域 スポーツ研究センター・アカデミー | 州・特別地域 スポーツ研究センター・アカデミー | 州・特別地域 スポーツ研究センター・アカデミー | 州・特別地域 スポーツ研究センター・アカデミー |  |  |  |  |  |  |  |  |  |  |  |  |  |  |  |  |
| 州・地域 オリンピック評議会       | 州・地域 オリンピック評議会       | 州・地域 オリンピック評議会       | 州・地域 オリンピック評議会       | 州・地域 オリンピック評議会       | 州・地域 オリンピック評議会       |                    |                    |                    |                    |  |  | 州の統括団体                               | 州の統括団体                               | 州の統括団体                               | 州の統括団体                               | 州の統括団体                               | 州の統括団体                               |  |  | 州・特別地域 スポーツ研究センター・アカデミー | 州・特別地域 スポーツ研究センター・アカデミー | 州・特別地域 スポーツ研究センター・アカデミー | 州・特別地域 スポーツ研究センター・アカデミー | 州・特別地域 スポーツ研究センター・アカデミー | 州・特別地域 スポーツ研究センター・アカデミー |  |  |  |  |  |  |  |  |  |  |  |  |  |  |  |  |
|                                   |                                   |                                   |                                   |                                   |                                   |                    |                    |                    |                    |  |  |                                            |                                            |                                            |                                            |                                            |                                            |  |  |                                               |                                               |                                               |                                               |                                               |                                               |  |  |  |  |  |  |  |  |  |  |  |  |  |  |  |  |
|                                   |                                   |                                   |                                   |                                   |                                   |                    |                    |                    |                    |  |  |                                            |                                            |                                            |                                            |                                            |                                            |  |  |                                               |                                               |                                               |                                               |                                               |                                               |  |  |  |  |  |  |  |  |  |  |  |  |  |  |  |  |
|                                   |                                   |                                   |                                   |                                   |                                   |                    |                    |                    |                    |  |  | 地域クラブ・学校等                         |                                            |                                            |                                            |                                            |                                            |  |  |                                               |                                               |                                               |                                               |                                               |                                               |  |  |  |  |  |  |  |  |  |  |  |  |  |  |  |  |

### オーストラリア・スポーツコミッション (ASC)
1985年に設立されたASCはスポーツに関する予算配分や政策立案など、オーストラリアにおけるスポーツ行政の中心的な役割を持っている。1989年のオーストラリア・スポーツコミッション法に基づき、スポーツ支援の合理化を目的として1981年に設立されたAISを吸収し、青少年、女性、高齢者に対するスポーツ参加の奨励、指導者の養成、競技力の向上などを目指し、様々な対応を実施する機関となった。また、国内の各スポーツ統括団体やオリンピック委員会などと連携しつつ、オーストラリアのスポーツ振興に努めている。

### 地方組織
オーストラリア各州や特別地域では、それぞれの地域の判断で地域の特色に応じてスポーツ研究センターやアカデミーを創設する。こうした機関は州政府やASCと連携を取りつつ、地域レベルでの競技力の向上や普及振興に努めている。

### オリンピック委員会 (AOC)
1895年に設立されたオーストラリアのオリンピック委員会は独立した非営利社団法人として運営されている。オリンピックへの選手派遣に加えて、国際競技力強化のための施策や、オリンピックムーブメント教育の推進などを行っており、各州や特別地域にオリンピック評議会が設置されている。オリンピック委員会内には大会の準備を行うチームエグゼクティブ、監査委員会、役員報酬・任命委員会、財務委員会、アスリート委員会、医事委員会が設置され、助成金プログラムなどにより各競技団体の支援を行っている。

### 国内統括団体
オーストラリアの国内スポーツを取り纏める統括団体として1976年に設立されたオーストラリアスポーツ連合(CAS)がある。種目ごとの統括団体やスポーツ産業の関連組織で構成されており、スポーツ認知度の向上や健康・福祉に関する政策アピール、経済へのスポーツ・レジャー産業の寄与などを目的として活動している。

### アンチドーピング
国内のアンチドーピング活動としては、1970年代ごろから始まっており、スポーツ医学協会が1978年から1982年にかけて実施した実態調査によって幅広い年代・種目に薬物汚染が行われていることが判明した。政府は1990年にオーストラリア・スポーツ薬物局法を制定し、オーストラリア・スポーツ薬物局(ASDA)を設置することにより、スポーツ薬物に対する啓蒙活動や検査体制の整備を推進した。1999年の世界アンチ・ドーピング機構設立を受けてASDAを解体し、2006年にオーストラリア・アンチドーピング機構法を制定し、新たにオーストラリア・アンチドーピング機構(ASADA)を組織した。2002年からはLive Clean Play Cleanプログラムが展開され、スポーツに取り組む若年層を対象に薬物使用についての危険性を周知し、啓蒙活動に努めている。

## スポーツの種類

### 人気のスポーツ

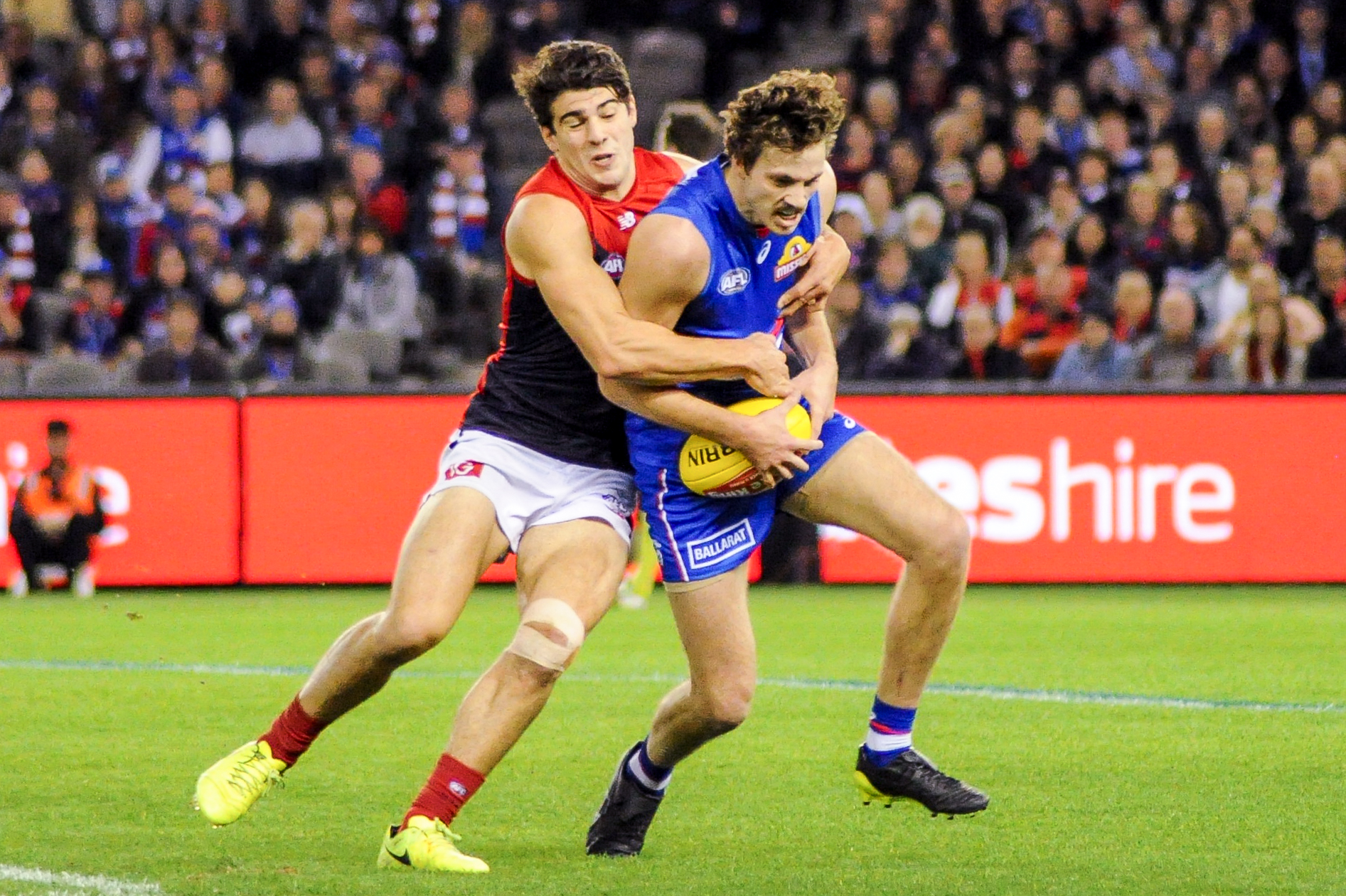
オーストラリアでもっとも人気のある自国発祥のオーストラリアンフットボール。

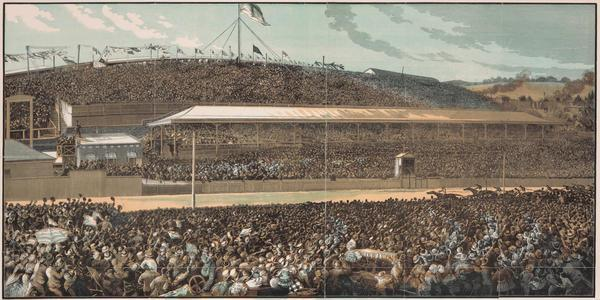
1861年に創設された歴史あるメルボルンカップ。画像は1881年のIllustrated Australian Newsに掲載された大会の様子。

ASCが2021年に全国統計調査した結果によると、15歳以上の男性の78.4%、女性の81.7%が週に1回以上スポーツ（または運動）を行っていると回答しており、スポーツを見る文化とともに、スポーツをする文化が醸成されていることが窺える。成人に人気のスポーツ（または運動）としては、ウォーキング、ジョギング、フィットネス、水泳、サイクリング、ハイキング、ヨガ、テニス、サッカー、ゴルフ、バスケットボール、ピラティス、サーフィン、オーストラリアンフットボール、ネットボールなどが挙げられ、子供に人気のスポーツとしては、水泳、サッカー、体操、ダンス、バスケットボール、オーストラリアンフットボール、テニス、ネットボール、クリケット、ジョギング、ラグビーリーグ、空手、ラグビーユニオン、タッチ・フットボールなどが挙げられた。それぞれの上位5種目を下表に記す。
| 順位 | 成人に人気のスポーツ | 割合  | 子供に人気のスポーツ | 割合  |
| ---- | -------------------- | ----- | -------------------- | ----- |
| 1位  | ウォーキング         | 46.5% | 水泳                 | 33.0% |
| 2位  | フィットネス         | 37.5% | サッカー             | 20.7% |
| 3位  | ジョギング           | 20.7% | 体操                 | 10.5% |
| 4位  | 水泳                 | 17.5% | ダンス               | 8.9%  |
| 5位  | サイクリング         | 15.0% | バスケットボール     | 7.3%  |

一方で観戦スポーツとしては、2005-06年の統計調査結果として、オーストラリアンフットボール、競馬、ラグビーリーグ、モータースポーツ、クリケット、ラグビーユニオン、サッカーなどが人気の観戦スポーツとなっている。近年はラグビーユニオンの人気が低下しており、2019年の観戦率のデータではオーストラリアンフットボール、ラグビーリーグ、サッカー、クリケットに次いで5番目となっている。
| 順位 | 競技種目名                   | 視聴率 |
| ---- | ---------------------------- | ------ |
| 1位  | オーストラリアンフットボール | 15.6%  |
| 2位  | 競馬                         | 12.8%  |
| 3位  | ラグビーリーグ               | 9.0%   |
| 4位  | モータースポーツ             | 8.9%   |
| 5位  | クリケット                   | 4.6%   |
| 6位  | ラグビーユニオン             | 4.3%   |
| 7位  | サッカー                     | 3.4%   |

### 陸上競技
オーストラリアの陸上競技は1788年の入植者たちによって齎されたが、最初の記録は1810年にシドニーのハイドパークで行われた短距離走であった。この時代の陸上競技はニューサウスウェールズ州やビクトリア州において特に発展し、1867年にアマチュアの陸上競技クラブ（Adelaide Amateur Athletic Club）が結成された。その後、国としての統治機関の必要性が叫ばれるようになり、1897年に現在のオーストラリア陸上競技連盟 (AA) にあたるAthletic Union of Australasiaが設立された。オーストラリアは、1896年に初めて参加したオリンピックにおいてエドウィン・フラックが陸上競技で2つの金メダルを獲得した。これは、オーストラリアが初めて獲得した金メダルでもある。1963年より南太平洋諸国による国際競技大会（サウスパシフィックゲームズ）が開催されるようになり、1969年に現在のオセアニア陸上競技連盟 (OAA) の前身となるOceania Amateur Athletic Organizationを結成した。

### 球技

#### オーストラリアンフットボール
1858年にトム・ウィルスによってルール化されたオーストラリアンフットボールは、当初はクリケットをプレーする選手たちが、冬季休養期間中のトレーニングとして始めたもので、その名の通りオーストラリアを起源とするフルコンタクトの競技で、オーストラリアで最も人気のあるスポーツと言われている。同年に設立したメルボルン・フットボール・クラブは、もっとも古いオーストラリアンフットボールのクラブである。1866年より定期戦が開催されるようになり、1897年にプロ化され、オーストラリアン・フットボール・リーグ (AFL) の前身となるビクトリアン・フットボールリーグ (VFL) が始まった。AFLの優勝決定戦となる、毎年9月に行われるAFLグランドファイナルには10万人以上の観衆が訪れる。

#### ラグビー

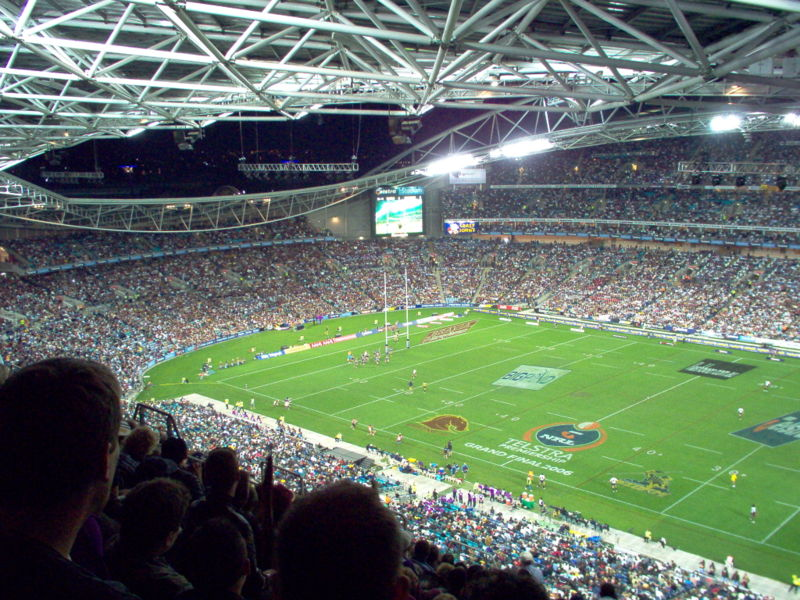
スタジアム・オーストラリアで開催された2006年NRLグランドファイナル。

ラグビーは15人制のラグビーユニオンおよび13人制のラグビーリーグの両方がプレーされており、世界的に広く知られているラグビーユニオンよりもラグビーリーグの方が国内では人気を博している。ラグビーリーグのオーストラリア代表チームの愛称はカンガルーズ (The Kangaroos)、ラグビーユニオンの代表チームの愛称はワラビーズ (Wallabies) である。それぞれのコードで世界的な強豪国であり、ラグビーリーグワールドカップでは10度、ラグビーワールドカップ（ユニオン）では2度の優勝を果たしている（2019年現在）。
ラグビーユニオン（15人制）が初めてシドニー大学によって結成され、試合が行われたのは1864年のことである。当初は州議会議員から禁止法案が提出されるなど、そのスポーツの激しさについて非難の声が上がることもあったが、学校の生徒たちを中心に急速に広まった。伝統的にニューサウスウェールズ州、クイーンズランド州、オーストラリア首都特別地域で人気がある。1986年から1991年まで、オーストラリア、ニュージーランド、フィジーの3か国でサウスパシフィックチャンピオンシップ（スーパー6）が開催されていた。その後は参加チームが増える毎に改名がなされていたが、2011年よりオーストラリア、ニュージーランド、南アフリカの3か国で合弁事業のラグビー団体であるSANZAR（現・SANZAAR）を組織し、世界最高峰のプロラグビーユニオン競技会としてスーパーラグビーが開催されるようになった。かつては南アフリカ、ニュージーランドの他、日本やアルゼンチンのラグビーユニオンのチームもリーグ戦に参加していたが、新型コロナウイルスの影響などにより2021年より南アフリカ、アルゼンチン、日本が脱退し、ニュージーランドとオーストラリアの2か国での実施となった。
ラグビーリーグ（13人制）もオーストラリアで古くからプレーされており、1907年には現在のナショナルラグビーリーグ (NRL) の前身となるニューサウスウェールズ・ラグビーリーグが設立された。1924年に国内のラグビーを統括するオーストラリアラグビーリーグ委員会 (ARL) が組織された。1990年代に勃発した放映権などを巡って争われた騒動（スーパーリーグ戦争）を経て、1998年にNRLが設立された。ニューサウスウェールズ州とクイーンズランド州では最も人気のある冬のフットボールコードであり、両州の選抜チームが対戦するステート・オブ・オリジンシリーズは毎年注目を集めるスポーツイベントである。2009年にはNRLのテレビ中継の累計視聴者数がAFLを上回った。

#### サッカー

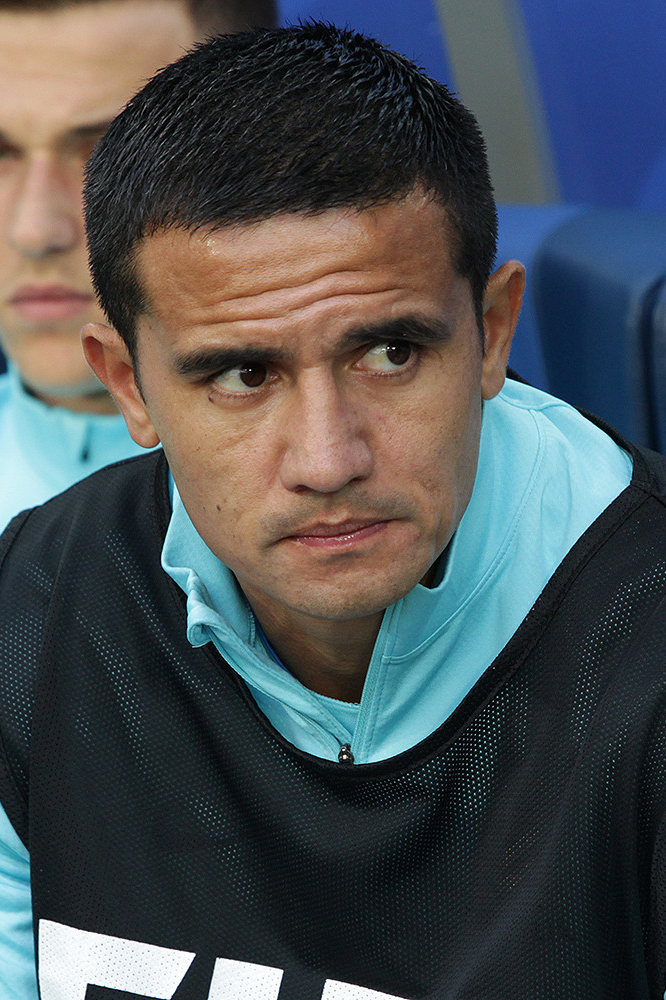
サッカーオーストラリア代表において通算得点記録を保持しているティム・ケーヒル。

オーストラリアにおいてサッカーは古くから行われていたスポーツであり、1911年には「Commonwealth Football Association」という名の協会が組織されていることが確認できる。その後、シドニーにて1921年にオーストラリアサッカー協会が設立され、1954年に暫定的にFIFAに加盟を果たした。しかし、1960年に起こった不正な外国人選手の招集を理由にFIFAより除名されてしまう。1961年に「Australian Soccer Federation」として組織を改め、1963年にFIFAに再加盟した。しかしアジアサッカー連盟（AFC）への加盟が拒絶されたことで、地理的にも孤立していたオーストラリアはニュージーランドとともに、1966年にオセアニアサッカー連盟（OFC）を設立した。
1974年にはAFCとOFC合計で1枠しかないワールドカップ出場権を勝ち取り、西ドイツワールドカップに初出場した。オーストラリアは長年競技力の向上と商業的なメリットを鑑みたAFC移籍を繰り返し訴えてきたが、2005年にAFC総会で認可され、翌2006年にAFCへと移籍した。AFCアジアカップでは地元開催となった2015年大会で初優勝を果たしている。国内においては、1977年からセミプロリーグとしてオーストラリアン・ナショナルサッカーリーグが行われていた。2005年には現代自動車をスポンサーに取り付け完全にプロ化したAリーグを発足し、大幅な改革を断行した。AFCチャンピオンズリーグでは、2014年大会でウェスタン・シドニーが同国のクラブとして初優勝に輝いた。

#### テニス

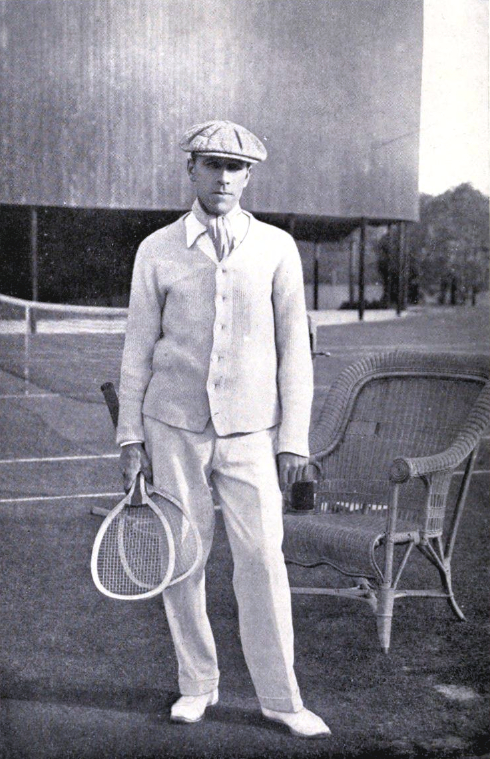
1907年に初めてウィンブルドン選手権で優勝したノーマン・ブルックス。

オーストラリアにおけるテニスは1880年にメルボルン・クリケット・クラブが開催した大会を嚆矢とし、富裕層の間で人気のスポーツとなった。その後、1904年にオーストラリアテニス協会(TA)が設立された。1907年にはノーマン・ブルックスがウィンブルドン選手権で初優勝を果たし、イギリス人以外の最初のウィンブルドン優勝者となった。1905年に始まった全豪オープンは、テニス人気の高まりとともに権威付けられるようになり、1930年代までには4大大会のひとつに数えられるようになった。オーストラリアにおいては男子ではロッド・レーバーが、女子ではマーガレット・スミス・コートがそれぞれ初めての年間グランドスラム達成者となっている。

#### クリケット
イギリスが発祥の地となるクリケットは、入植とともにオーストラリアに伝わり、普及した。1838年には最初のクラブであるメルボルン・クリケット・クラブが設立された。イングランドとの間でテストマッチとして伝統的にジ・アッシズが行われており、4年に1度開催されるクリケット・ワールドカップにおいてオーストラリア代表は最多の5回優勝を誇っている。国内プロリーグとして2005年からトゥエンティ20・ビッグバッシュが、2011年からはビッグ・バッシュ・リーグが開催されており、放映権料や視聴率でテニスの全豪オープンを超えるほどの盛り上がりを見せている。

#### ネットボール
アメリカで誕生したバスケットボールを女性向けに改良したネットボールは、20世紀初頭にイギリスから渡ってきた移民によってオーストラリアに伝えられたとされる。1927年にはオーストラリア女子バスケットボール協会の名で競技団体が組織され、女子バスケットボールとネットボールが区別されるようになった後の1970年にオーストラリアネットボール協会に改められた。1963年から開催されているネットボール世界選手権において、オーストラリアは2019年までの15回大会のうち11回の優勝を数えるネットボール強国であり、2022年8月時点の世界ネットボールランキングにおいて1位を獲得している。

### 水上競技

#### 水泳

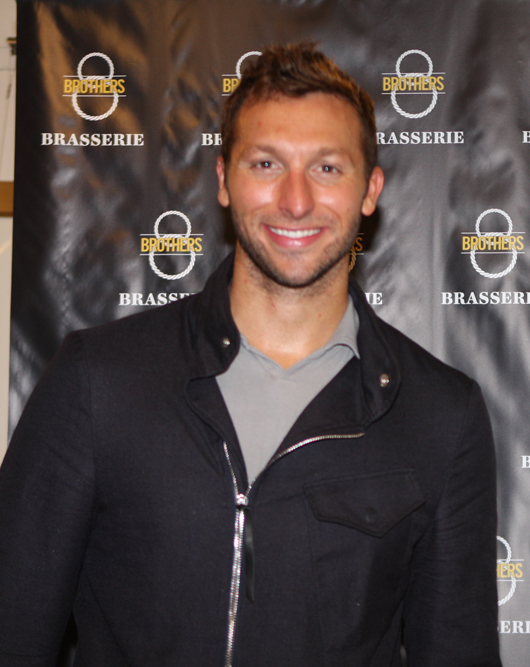
オーストラリアで最多のメダル獲得数を誇るイアン・ソープ。

オーストラリアの水泳は1894年に最初の競技大会が開かれたという記録があり、現在のオーストラリア水泳連盟の前身であるAmateur Swimming Union of Australiaが1909年に設立されている。オリンピックには1896年から参加していたようで、1900年のパリオリンピックでフレデリック・レーンが初の金メダルを獲得した。14歳という史上最年少で代表入りを果たしたイアン・ソープは、シドニーオリンピック、アテネオリンピックで5つの金メダルを獲得し、世界記録を13回塗り替えるなど輝かしい記録を残した。

#### サーフィン
およそ37,000kmという長大な海岸線を持つオーストラリアは、世界でも有数のスポットを保有しており、サーフィンが盛んな国のひとつに挙げられる。オーストラリアにおけるサーフィンは1915年、ハワイのデューク・カハナモクによって齎された。1963年にはオーストラリアサーフィン協会が設立され、大衆への普及とともにBillabong、Rip Curl、QUIKSILVERなど、サーフボードを製造するメーカーも1960年代以降に興された。オーストラリア人のサーファーとしては、世界プロサーフィン連盟が主催するワールドチャンピオンに3度輝いたミック・ファニングなどが知られている。

### その他のスポーツ

#### 競馬

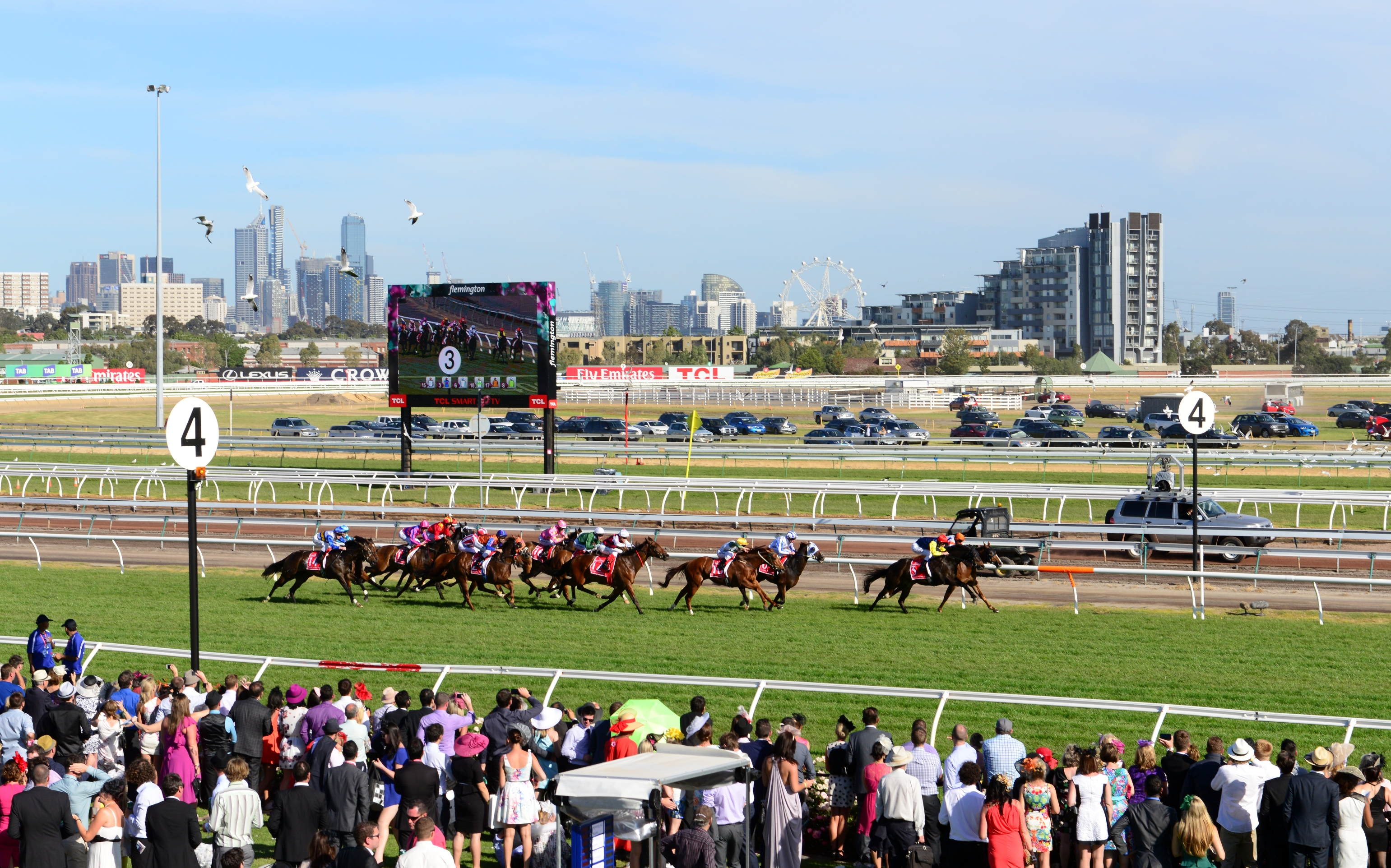
フレミントン競馬場で開催された2013年のメルボルンカップの様子。

オーストラリアにおいて競馬は、観戦スポーツとして人気を博している競技のひとつである。その歴史は1810年のニューサウスウェールズ州から始まっており、馬の血統管理やレース細則の設定などを統括する団体としてオーストラリアンジョッキークラブが1942年に誕生した。ニューサウスウェールズ州と並んで競馬が盛り上がりを見せたビクトリア州では1838年より公営競馬が開始され、1861年にメルボルンカップが創設された。2歳戦で世界1の賞金額を誇るゴールデンスリッパーステークスや、2017年に新設された、世界最高賞金額の芝レースであるジ・エベレストなど、大規模な賞金レースが設定されている。サラブレッドの馬産地としてもアメリカ合衆国に次ぐ世界第2位の生産頭数となっており、25戦無敗で現役引退したブラックキャビアなどがオーストラリア産の競走馬としてよく知られている。

#### アイスホッケー
オーストラリアにおけるアイスホッケーは、メルボルンに逗留中のアメリカ軍USSボルチモアの水兵とビクトリア州の代表チームの間で行われた1906年の試合が初の公式戦とされている。2年後の1908年にオーストラリアアイスホッケー協会が設立された。リーグ戦が執り行われる中、1960年のスコーバレーオリンピックにて初めてナショナルチームとしてオリンピックに出場した。

#### モータースポーツ
オーストラリアにおける自動車競技は、1927年にゴウルバーンで開催されたオーストラリアグランプリを嚆矢とする。翌年にはフィリップ・アイランド・サーキットにて100マイルロードレースが開催され、オーストラリアモータースポーツ協会は、この大会をオーストラリアにおける最初の自動車競技として認定している。1953年にオーストラリアモータースポーツ連盟(CAMS)が設立され、1958年にFIAに加盟した。2020年には名称がオーストラリアモータースポーツ協会に変更され、オーストラリアにおける自動車競技全般の取り纏めを行っている。
1989年からはロードレース世界選手権としてフィリップ・アイランド・サーキットにて、オートバイレースのオーストラリアグランプリも開催されている。

## 国際スポーツ施設

### スタジアム

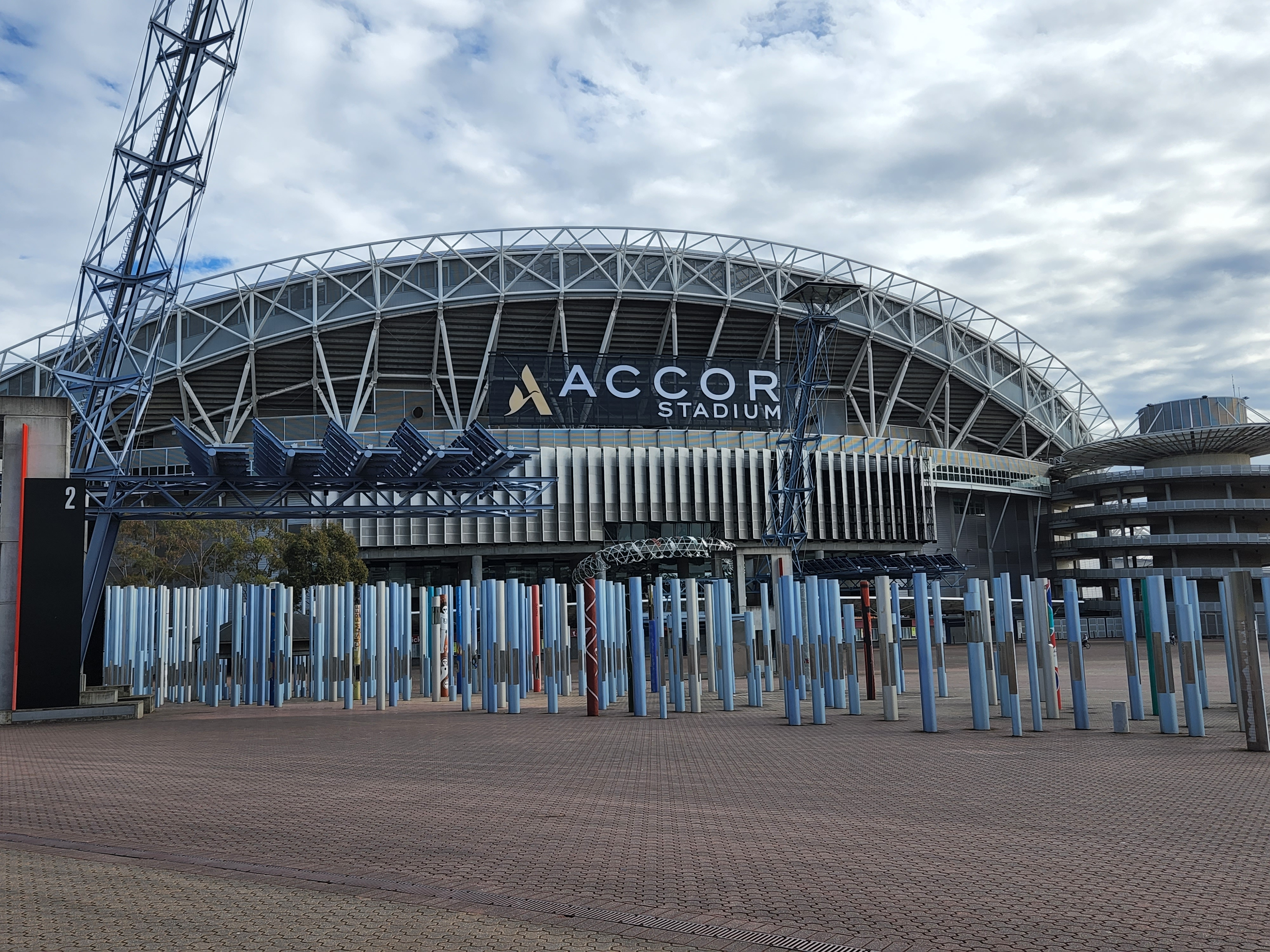
1999年に開場し、2021年よりアコースタジアムに改められたスタジアム・オーストラリア。

連邦制であるオーストラリアでは、メルボルン、シドニーという2度のオリンピックも当該州の管理下の元で実施されており、国家主導型のスタジアムはかなり限定的である。
メルボルンオリンピックのメインスタジアムとして建設されたメルボルン・クリケット・グラウンドは、およそ10万人が収容可能な南半球最大のスタジアムであり、ビクトリア州の元で管理運営が行われている。
シドニーオリンピックのメインスタジアムとして建築されたスタジアム・オーストラリアは、その後ニューサウスウェールズ州のシドニーオリンピックパーク公社によって管理運営されている。また、命名権販売によりテルストラスタジアム、ANZスタジアムなどと名前を変えていき、2021年からはアコーホテルズが指定したアコースタジアムという名称が使用されている。

### トレーニング施設
- オーストラリア国立スポーツ研究所(AIS)

旧ソビエト連邦をモデルとする国家主導型の機関として1981年に設立されたオーストラリア国立スポーツ研究所は、ナショナルトレーニングセンターとしての機能とスポーツ医科学研究機能を持つ国立施設である。オリンピック対象種目を含む26種目について、学習指導、トレーニング施設、宿泊施設、スポーツ医科学研究施設、託児施設などを提供している。また、国内各地にスポーツ研究センターやスポーツアカデミーの拠点を設け、スポーツの強化と振興を図っている。
- オリンピック冬季種目トレーニングセンター（英語版）(OWIA)

フリースタイルスキー、ショートトラックスピードスケートの強化を主目的に、オーストラリア国立スポーツ研究所の冬季種目専門施設として1998年にオリンピック冬季種目トレーニングセンターが創設された。2010年からはメルボルンにフィギュアスケートのトレーニング施設も設置されている。